# Scàccia

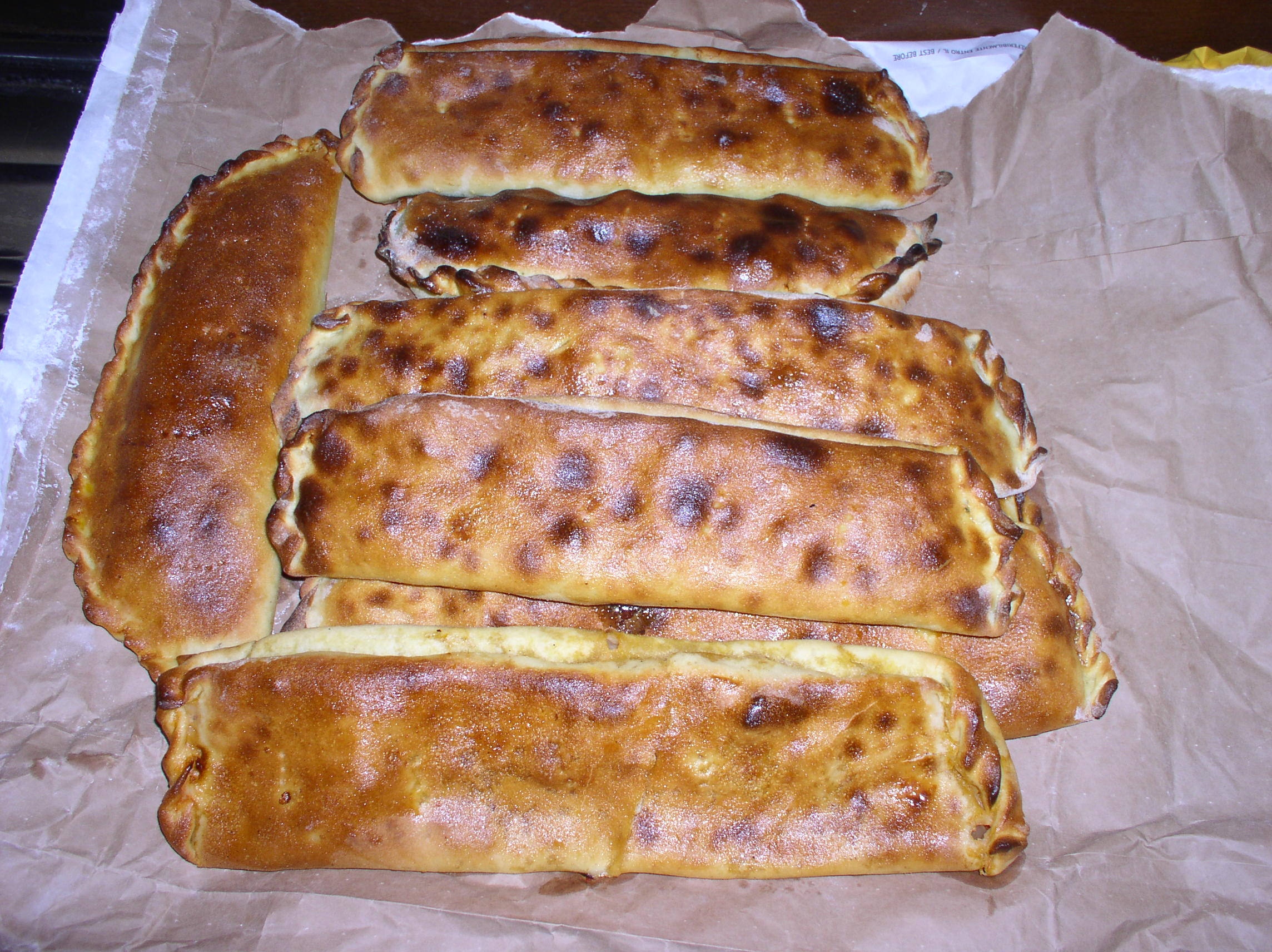
Scacce.

La scàccia es una receta tradicional de la cocina siciliana y sobre todo de Ragusa. Consiste en una lámina rectangular de masa, doblada sobre sí misma tres o cuatro veces, que puede rellenarse de varias formas. Las variantes más consumidas son con tomate y queso, tomate y cebolla, berenjena, patata, perejil, espinaca, requesón y espinaca, requesón y salchicha, brócoli, coliflor, bacalao y muchas otras.
La scaccia câ cipudda e ricotta (con cebolla y requesón), la scaccia cô puddrusinu (con   perejil) y la scaccia chî ciurietti son las variantes más frecuentes. Tienen forma rectangular, de unos 10 por 25 cm. Los bares también ofrecen una versión más pequeña, la scaccitedda, de unos 8 a 15 cm y que a menudo se acompañado con un arancino. El lado más largo es el que está torcido y el lado corto, que permite ver los ingredientes antes del horneado, se cierra con la presión de los dedos. La scàccia típica se hace con aceite DOP Monti Iblei.

## Lascacciata di Solarino
Una variante de la scàccia es la scacciata de Solarino, cuyo relleno consiste principalmente en verdura, patata y salchicha.
- Datos: Q690165
- Multimedia: Scaccia / Q690165